# 열물리학

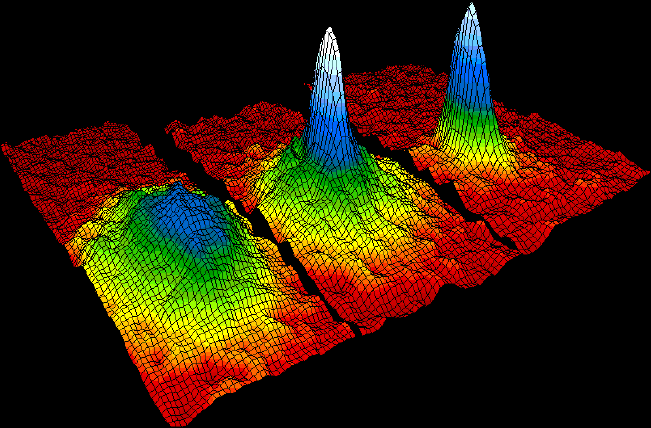
보스-아인슈타인 응축 - 열물리학의 대표적인 이미지.

열물리학(Thermal physics) 또는 열학은 열역학, 통계역학, 기체 분자 운동론을 결합하여 연구하는 학문이다. 이 산하 과목은 일반적으로 물리학 학생과 기능이 세 가지 핵심 열 관련 과목 각각에 대한 일반적인 소개를 제공하도록 설계되었다. 그러나 다른 저자들은 열물리학을 단지 열역학과 통계역학의 합으로 느슨하게 정의한다. 열물리학은 더 많은 수의 원자를 가진 계에 대한 연구로 볼 수 있으며, 열역학과 통계역학을 통합한다.

## 같이 보기
- 정보 이론
- 물리학의 철학